# Човниця
Човни́ця — село в Україні, у Луцькому районі Волинської області. Входить до складу Ківерцівської міської громади. Населення становить 413 осіб.
У селі розташований Завітненський старостат Ківерцівської МТГ, клуб, медпункт, бібліотека, крамниці, урочище, де народився М. П. Кравчук, а також діють дві церкви: Хресто-Воздвиженська Української Православної Церкви Московського Патріархату та Церква Євангельських християн-баптистів.
До 2022 року в селі існувала школа І-ІІ ступенів, яку було реорганізовано в початкову. У 2024 році початкова школа припинила існування. Дітей села довозять на навчання в школу села Озеро.
Тут народився всесвітньо відомий математик Михайло Кравчук та заснував першу баптистьську громаду Федір Каплун.
Село Човниця є оплотом баптистів і п'ятидесятників Волині.

## Географія
Селом протікає річка Конопелька.

## Історія
У 1906 році село Тростянецької волості Луцького повіту Волинської губернії. Відстань від повітового міста 21 верст, від волості 12. Дворів 26, мешканців 169.
Під час Першої світової війни з 1915 р. село перебувало в австрійській окупації. На п'ятий день Брусиловського прориву 26 травня (8 червня) 1916 р. права колона 125-ї дивізії 39-го корпусу російської армії після боїв біля Човниці перейшла у наступ на Дубище.
У селі досі діє унікальний храм, побудований ще до Другої Світової війни. Відтоді фактично не змінився.
Син Йосипа Кравчука (дядька Михайла Кравчука) Олександр, за його заповітом, у 1922-му разом із Федором Каплуном заснує в Човниці баптистську громаду. Першу на Волині. Польська держава дала громаді офіційний дозвіл на будівництво у селі баптистського храму, — молитовний будинок. Документи свідчать, що почалося будівництво у 1924-му за проектом польського архітектора. За два роки завершили і стоїть вже майже сто літ. Фактично одразу споруду використовують для служіння. Пастором тут був Федір Каплун, який у 39-му емігрував.
Уже по Другій світовій пастора храму Зіновія Терпелюка вислали до Сибіру. Попри це громада у селі й надалі діяла і молитовний будинок теж функціонував. Тут проходили з'їзди, конференції, регентські курси. То був перший молитовний будинок баптистів на Волині й певний час — найбільший.
Нині громада баптистів у селі — невелика: людей 60-70 під керівництвом пастора Андрія Гонтара, жителя Човниці.
Човниця одночасно є й колискою п'ятидесятницького руху на Волині. Причиною всього — офіцер царської армії Іван Зуб-Золотарьов, який приїхав у село після Першої світової.
Ще будучи офіцером царської армії, Зуб-Золотарьов опинився у Польщі, куди втік від більшовиків. Там же став баптистом. А коли одружився зі вдовою з родини човницьких Кравчуків, то поселився на Волині. Став членом місцевої громади баптистів.
Але згодом частина баптистів на чолі з екс-офіцером відкололася, утворивши п'ятидесятницьку громаду. Першу на Волині. Вже у 1929 році саме в Човниці провели об'єднавчий з'їзд, що згуртував усі п'ятидесятницькі церкви України в єдине ціле.
Згодом Іван Зуб-Золотарьов опинився аж в Аргентині. Очолював церкву у Буенос-Айресі, видавав часопис. Помер у 1981 році.
У 2018 —  2020 рр. у складі Тростянецької сільської громади (Волинська область).
19 липня 2020 року, в результаті адміністративно-територіальної реформи та ліквідації Ківерцівського району, село увійшло до складу Луцького району.

## Населення
Згідно з переписом УРСР 1989 року, чисельність наявного населення села становила 403 особи, з яких 184 чоловіки та 219 жінок.
За переписом населення України 2001 року в селі мешкало 410 осіб.

### Мова
Розподіл населення за рідною мовою за даними перепису 2001 року:
| Мова       | Відсоток |
| ---------- | -------- |
| українська | 99,27 %  |
| російська  | 0,48 %   |
| польська   | 0,24 %   |

## Уродженці
- Кравчук Михайло Пилипович — український математик, академік, доктор фізико-математичних наук, професор Київського політехнічного інституту. Засновник школи українських конструкторів ракетної та космічної техніки. Співавтор першого тритомного словника української математичної термінології.
- Прокопчук Вадим Миколайович (2001—2024) — солдат Збройних сил України, учасник російсько-української війни.